# Sjoenoet
De Sjoenoet (Russisch: Шунут) of Sjoenoet-kamen (Шунут-камень; Sjoenoet-steen) is een berg in de Centrale Oeral in het district Nizjneserginski in het zuidwesten van de oblast Sverdlovsk (Rusland). Met 724 meter (of 726 meter) is het de hoogste berg in de nabije omgeving van de stad Jekaterinenburg.
De berg ligt op ongeveer 10 kilometer ten zuidwesten van het dorp Krasnojar en ongeveer 60 kilometer ten zuidwesten van Jekaterinenburg. De berg vormt het hoogste punt van de bergrug Konovalovski Oeval, die zich uitstrekt over 70 kilometer van het noorden naar het zuiden en waarvan de Sjoenoet zich bevindt in een rotsachtig stuk dat een lengte van 15 kilometer heeft. De hellingen zijn begroeid met taigabossen.
In de 17e eeuw, toen er geloofsvervolging plaatsvond in Europees Rusland, vluchtten veel oudgelovigen naar de hellingen van deze berg om er een nieuw bestaan op te bouwen.
In de buurt van de Sjoenoet ligt de Starik-Kamen ("Oude man-steen"), die een uitzicht biedt over het dal van de rivier de Serga.